# Markéta Davidová
Markéta Davidová (Jablonec nad Nisou, 3 de enero de 1997) es una deportista checa que compite en biatlón.
Ganó dos medallas en el Campeonato Mundial de Biatlón, oro en 2021 y bronce en 2020. Participó en los Juegos Olímpicos de Pyeongchang 2018, ocupando el octavo lugar en el relevo mixto.

## Palmarés internacional
| Campeonato Mundial | Campeonato Mundial   | Campeonato Mundial | Campeonato Mundial |
| Año                | Lugar                | Medalla            | Prueba             |
| ------------------ | -------------------- | ------------------ | ------------------ |
| 2020               | Anterselva (Italia)  | Medalla de bronce  | Relevo mixto       |
| 2021               | Pokljuka (Eslovenia) | Medalla de oro     | Individual         |